# Scripcarul pe acoperiș (musical)
Scripcarul pe acoperiș (titlul original: în engleză Fiddler on the Roof) este un musical în 2 acte, cu muzica compusă de Jerry Bock iar al cărui libret a fost scris de Joseph Stein pe baza romanului Tevi lăptarul de Sholem Aleichem iar versurile cântecelor au fost scrise de Sheldon Harnick. 
Premiera musicalului a avut loc la Imperial Theatre pe Broadway la 22 septembrie 1964. 

## Personaje
- Tevye,[1] lăptarul (bariton)
- Golde, soția sa (alto)
- Tzeitel, fiica sa (soprană)
- Hodel, fiica sa (soprană)
- Hava, fiica sa (soprană)
- Sprintze, fiica sa (soprană)
- Bielke, fiica sa (soprană)
- Yente, pețitoarea (alto)
- Mottel Kamzoil, croitorul (bariton)
- Schandel, mama lui Mottel (alto)
- Percik, un student (bariton)
- Lazăr Wolf, măcelarul (bas)
- Mordcha, cârciumarul (bariton)
- Rabinul (bas)
- Mendel, fiul său (bariton)
- Avram, vânzătorul de cărți (bariton)
- Nahum, un cerșetor (bariton)
- Bunica Tzeitel, bunica moartă a lui Golde, care apare în visul de coșmar a lui Tevye (alto)
- Fruma Sara, prima soție a lui Lazăr Wolf, care apare în visul de coșmar a lui Tevye (alto)
- Yussel, pălărierul (bariton)
- jandarmul (bariton)
- Fedka, tânărul rus (tenor)
- Scripcarul[2]
- săteni, ruși, evrei

## Rezumat
Acțiunea musicalului are loc în jurul anului 1905 într-o așezare din Imperiul Rus, mai exact în ștetlul fictiv Anatevka aflat undeva în Ucraina, în care o comunitate de evrei care acordă o mare importanță tradiției, dar este periclitată de pogrom să destabilizeze valorile culturale și religioase ale lor. Fără această tradiție, viața modestă a unui sătean evreu, lăptarul Tevye, capul unei familii simple dar numeroase, ar sta într-un echilibru la fel de precar ca al unui scripcar pe acoperiș, străduindu-se să păstreze echilibrul vital dar și armonia în viață.
Cele trei fiice mai mari ale sale au vârsta căsătoriei și în timp ce fac treburile casnice, își imaginează bărbatul visurilor lor. Dar ele știu că în mod tradițional sunt încredințate doar celui pe care Yente, pețitoarea, îl va alege pentru ele.
Tevye visează la o mică avere (cântecul If I Were a Rich Man / Dacă aș fi un om bogat) și îi promite bogatului măcelar Lazăr Wolf, pe fiica sa cea mare, Tzeitel, iar acesta, la recomandarea lui Yente, o cere în căsătorie. Dar Tzeitel îl iubește pe bietul croitor Mottel Kamzoil, cu care s-a logodit în secret în urmă cu mai bine de un an. Din cauza sărăciei sale, Mottel ezită să o ceară lui Tevye în căsătorie, chiar dacă Tzeitel îl îndeamnă să o facă cât mai urgent. De când pețitoarea a vizitat-o pe mama ei, ea a fost sigură că mama intenționează să o logodească cât de curând cu altcineva.
Cea de-a doua fiică a lui Tevye, Hodel, are sentimente pentru studentul evreu Percik din Kiev, pe care îl cunoaște ca profesor particular, și se lasă conform manierei lui nevinovate și neconvenționale să fie sedusă și să rupă tradiția, dansând cu el iar mai târziu urmându-l în îndepărtata Siberie unde el a fost exilat ca rebel.
Hava, cea de-a treia fiică, nu vrea niciun soț evreu, deoarece nici unul nu-i pe placul ei dar se îndrăgostește de Fedka, dar care este creștin rus. Când Tevye află că s-a căsătorit pe ascuns cu el, i se frânge inima și o reneagă pe Hava.
Îndepărtarea aceasta de tradiție se suprapune pe un alt impact social care s-a abătut asupra comunității evreiești din sat și anume pogromul dezlănțuit de Rusia Țaristă, când evreii au fost forțați să părăsească locurile natale pentru a pleca într-o pribegie cu destinație necunoscută.
Un ucaz restrictiv de la Sankt Petersburg și presiunea administrativă i-au dus apoi la vânzarea forțată a caselor din stetl și toți evreii au fost forțați să părăsească Anatevka în doar trei zile. Au urmat emigrări în masă în SUA și în această situație tensionată politic, Tevye se împacă cu Hava, care se mută la Cracovia împreună cu Fedka.

## Melodiile musicalului
| Actul I - „Prolog: Tradition” – Tevye și comunitatea din Anatevka - „Matchmaker, Matchmaker” – Tzeitel, Hodel și Hava - „If I Were a Rich Man” – Tevye - „Sabbath Prayer” – Tevye, Golde, comunitatea - „To Life” – Tevye, Lazăr Wolf, un solist rus și un grup de ruși - „Tevye's Monologue” – Tevye - „Miracle of Miracles” – Motel - „Tevye's Dream” – Tevye, Golde, Bunica Tzeitel, Rabinul, Fruma Sarah și comunitatea - „Sunrise, Sunset” – Tevye, Golde, Percik, Hodel și comunitatea - „The Bottle Dance” – instrumental | Actul al II-lea - „Entr'acte” – orchestra - „Now I Have Everything” – Perchik și Hodel - „Tevye's Rebuttal” – Tevye - „Do You Love Me?” – Tevye și Golde - „The Rumor / I Just Heard” – Yente și sătenii - „Far From the Home I Love” – Hodel - „Chavaleh (Little Bird)” – Tevye - „Anatevka” – comunitatea |

## Premii și nominalizări
Premiile Tony
Producție originală pe Broadway
- Cel mai bun musical (câștigător)
- Compozitor și textier – Jerry Bock și Sheldon Harnick (câștigător)
- Actor principal într-un musical – Zero Mostel (câștigător)
- Actriță nou lansată – Maria Karnilova (câștigător)
- Autor – Joseph Stein (câștigător)
- Producător – Harold Prince (câștigător)
- Regizor – Jerome Robbins (câștigător)
- Coregraf – Jerome Robbins (câștigător)
- Costume – Patricia Zipprodt (câștigător)
- Scenografie – Boris Aronson (nominalizare)
- 1972 Special Award – pentru că a devenit cel mai longeviv muzical din istoria Broadway

1981 Broadway revival
- Cel mai bun actor într-un musical – Herschel Bernardi (nominalizare)

1990 Broadway revival
- Best Revival (câștigător)
- Cel mai bun actor într-un musical – Topol (nominalizare)

2004 Broadway revival
- Revenirea remarcabilă a unui muzical (nominalizare)
- Cel mai bun actor într-un musical – Alfred Molina (nominalizare)
- Cel mai bun actor nou prezentat într-un musical – John Cariani (nominalizare)
- Cea mai bună scenografie (nominalizare)
- Cel mai bun design de iluminat (nominalizare)
- Cea mai bună orchestrație (nominalizare)

Premiile Drama Desk
2004 Broadway revival
- Revenirea remarcabilă a unui muzical (nominalizare)
- Cel mai bun actor într-un musical – Alfred Molina (nominalizare)
- Scenografia remarcabilă a unui muzical (nominalizare)

## Adaptari cinematografice
O versiune de film a fost lansată de United Artists în 1971, regizat și produs de Norman Jewison, iar Stein și-a adaptat propria carte pentru scenariu. Topol a jucat rolul titular. Filmul a primit în mare parte recenzii pozitive de la criticii de film și a devenit 1971.
Filmul a primit opt nominalizări la Oscar, inclusiv cel mai bun film, cel mai bun regizor pentru Jewison, cel mai bun actor într-un rol principal pentru Topol și cel mai bun actor într-un rol secundar pentru Leonard Frey (în rolul Motel)

## Literatură
- Aleihem, Șalom, Tevi lăptarul, tradus de I. Ludo (Isac Ludo), București, 1961: Editura pentru literatură, Colecția BPT (Editura_Minerva, nr. 59), 264 pag.;